# Rui Machida
Rui Machida (jap. 町田瑠唯 Machida Rui; ur. 8 marca 1993 w Hokkaido) – japońska koszykarka, występująca na pozycji rozgrywającej, reprezentantka kraju, wicemistrzyni olimpijska, trzykrotna mistrzyni Azji, obecnie zawodniczka Fujitsu Red Wave, a w okresie letnim Washington Mystics w WNBA.
14 lutego 2022 podpisała umowę z Washington Mystics.

## Osiągnięcia
Stan na 16 listopada 2022, na podstawie, o ile nie zaznaczono inaczej.

### Drużynowe
- Wicemistrzyni Japonii (2015, 2016, 2022)[4][5][6]
- Finalistka Pucharu Cesarzowej (2017)[7]

### Indywidualne
- Debiutantka roku ligi japońskiej (2012)
- Zaliczona do I składu ligi japońskiej (2015, 2018–2020, 2022)
- Uczestniczka meczu gwiazd ligi japońskiej (2016–2020)[5][7][8][9][10]
- Liderka ligi japońskiej w asystach (2018–2022)[8][9][10][11][6]

### Reprezentacja
Seniorska
- Mistrzyni Azji (2015, 2017, 2019)[12][13][14]
- Wicemistrzyni olimpijska (2020)[15][16][17]
- Brązowa medalistka igrzysk azjatyckich (2014)
- Uczestniczka:
  - igrzysk olimpijskich (2016 – 8. miejsce, 2020)[15][16][18]
  - mistrzostw świata (2018 – 9. miejsce)[19]
  - kwalifikacji olimpijskich (2020)
- Liderka igrzysk olimpijskich w asystach (2020 – 12,5)[20]

Młodzieżowa
- Uczestniczka mistrzostw świata U–19 (2011 – 7. miejsce)[21]
- Zaliczona do I składu najlepszych zawodniczek mistrzostw świata U–19 (2011)